# Indywidualne Mistrzostwa Polski na Żużlu 1963
Indywidualne Mistrzostwa Polski na Żużlu 1963 – zawody żużlowe, mające na celu wyłonienie medalistów indywidualnych mistrzostw Polski w sezonie 1963. Rozegrano cztery turnieje ćwierćfinałowe, dwa półfinały oraz finał, w którym zwyciężył Henryk Żyto.

## Finał
- Rybnik, 8 września 1963
- Sędzia:

| Msc. | Zawodnik               | Klub           | Pkt |             |  |
| ---- | ---------------------- | -------------- | --- | ----------- |  |
| 1    | Henryk Żyto            | Leszno         | 15  | (3,3,3,3,3) |  |
| 2    | Joachim Maj            | Rybnik         | 13  | (2,2,3,3,3) |  |
| 3    | Marian Kaiser          | Gdańsk         | 12  | (3,1,2,3,3) |  |
| 4    | Stanisław Tkocz        | Rybnik         | 10  | (2,u,3,2,3) |  |
| 5    | Marian Spychała        | Rzeszów        | 10  | (3,3,2,1,1) |  |
| 6    | Konstanty Pociejkowicz | Wrocław        | 9   | (1,3,u,3,2) |  |
| 7    | Andrzej Wyglenda       | Rybnik         | 9   | (2,2,1,2,2) |  |
| 8    | Stanisław Rurarz       | Częstochowa    | 7   | (0,1,3,2,1) |  |
| 9    | Jan Mucha              | Świętochłowice | 7   | (1,3,1,2,0) |  |
| 10   | Paweł Waloszek         | Świętochłowice | 7   | (2,2,0,1,2) |  |
| 11   | Kazimierz Bentke       | Leszno         | 6   | (d,2,2,w,2) |  |
| 12   | Antoni Woryna          | Rybnik         | 5   | (3,1,1,d,d) |  |
| 13   | Zygmunt Pytko          | Tarnów         | 4   | (1,1,2,0,d) |  |
| 14   | Zbigniew Podlecki      | Gdańsk         | 1   | (d,0,d,0,1) |  |
| 15   | Jerzy Trzeszkowski     | Wrocław        | 1   | (d,0,d,1,0) |  |
| 16   | Rajmund Świtała        | Bydgoszcz      | 0   | (u)         |  |
|      | rez. Stefan Kępa       | Rzeszów        |     | (0,1,1,0)   |  |